# Haplothrips tritici
Espèce
Haplothrips tritici (le thrips du blé) est une espèce d'insectes thysanoptères de la famille des Phlaeothripidae originaires d'Eurasie.
Cet insecte phytophage s'alimente sur une grande variété d'espèces végétales, notamment des Poaceae sauvages et cultivées. C'est un ravageur des céréales, et plus particulièrement du blé. Les dégâts sont causés à la fois par les adultes et par les larves. Ils entraînent des baisses de rendement et affectent la qualité des blés durs destinés à la production de semoule.

## Synonymes
- Anthothrips tritici, Kurdjumov, 1912
- Haplothrips paluster Priesner, 1922

## Distribution
L'aire de répartition de Haplothrips tritici s'étend sur l'Europe occidentale, centrale et orientale, l'Afrique du Nord, l'Asie mineure et l'Asie centrale, ainsi que la Sibérie, la Mongolie et la Chine,.